# Luis Gerónimo Pietri
Luis Gerónimo Pietri Méndez (Río Caribe, Estado Sucre, 10 de marzo de 1892 - Caracas, 14 de julio de 1969) fue un abogado, diplomático y político venezolano. Especialista en Derecho administrativo y minero, ejerció varios cargos de relevancia en la administración pública de su país. Individuo de número de la Academia de Ciencias Políticas y Sociales de Venezuela. Se incorporó al Sillón 6  de esta corporación el 15 de noviembre de 1968, con el trabajo El Derecho electoral y las elecciones.

## Primeros años
Hijo de Alejandro Pietri, descendiente de corsos y María Antonia Méndez, hermano de Andrés Pietri Méndez, cursó su educación secundaria en la Universidad Central de Venezuela, obteniendo los títulos de Agrimensor en 1907 y Bachiller en Filosofía y Letras en 1908. Continuó en esa casa de estudios hasta obtener el título de abogado en 1916 y el de doctor en Ciencias Políticas en 1925.

## Vida política
Fue consultor jurídico del Ministerio de Fomento entre 1927 y 1935. Colaboró en la redacción de la Ley de Hidrocarburos de 1943. En la reorganización de la administración pública que tuvo lugar en 1936, y la promulgación de la Ley del Trabajo de ese mismo año, la dirección de Trabajo y Comunicaciones es separada del Ministerio de Fomento y asignada a un despacho específico, tocándole a Pietri asumir como primer ministro de Trabajo y Comunicaciones en 1937.
Fue designado Ministro de Relaciones Interiores en 1938, cargo en el que se mantuvo hasta el final del gobierno de Eleazar López Contreras. Con respaldo estatal promovio junto a figuras como Tulio Chiossone la creación de la Agrupación Civica Bolivariana.
El nuevo presidente, Isaías Medina Angarita, lo nombró Gobernador del Distrito Federal en 1941, Durante su gestión en dicho cargo, se legalizaron y registraron nuevos partidos políticos en Venezuela, como Acción Democrática y se cumplió la tarea de organizar elecciones municipales para escoger ediles. Fue además diputado por su natal Estado Sucre y luego senador por el Estado Anzoátegui.
A raíz del golpe de Estado del 18 de octubre de 1945, Pietri fue encarcelado y luego parte al exilio, en la ciudad de Nueva York. Regresó posteriormente a Venezuela y se dedicó al ejercicio privado de su profesión en un bufete en sociedad con Gustavo Herrera. Figuró entre los redactores del nuevo gobierno constituido a raíz del golpe de Estado de noviembre de 1948 y presidió la comisión de preparación del estatuto electoral, junto con Rafael Caldera y Jóvito Villalba.
Fue también Embajador de Venezuela en Colombia (1951-1953). Durante el desempeño de su misión diplomática concedió refugio a personalidades de la política colombiana, como los expresidentes Alfonso López Pumarejo y Carlos Lleras Restrepo, además de sortear con éxito la negociación diplomática sobre la soberanía venezolana en elArchipiélago Los Monjes.
En 1958 formó, junto a Rafael Pizani, parte de otra comisión para la redacción de estatutos electorales, tema que lo apasionó al punto de utilizarlo como eje de su trabajo de incorporación a la Academia. Fue también presidente del Banco Francés e Italiano entre 1956 y 1965. Falleció en la ciudad de Caracas el 14 de julio de 1969.